# Syrphoctonus spinosus
Syrphoctonus spinosus är en stekelart som beskrevs av Tohru Uchida 1957. Syrphoctonus spinosus ingår i släktet Syrphoctonus och familjen brokparasitsteklar. Inga underarter finns listade i Catalogue of Life.